# 桒原樹
- 桑原樹

桒原 樹（くわはら たつき、1996年7月4日 - ）は、静岡県菊川市出身の元プロ野球選手（内野手）。右投左打。新聞やテレビ等のメディアでは桑原と表記されることが多い。

## 経歴

### プロ入り前
菊川市立堀之内小学校2年時に、菊川野球スポーツ少年団で野球を始める。中学時代は小笠浜岡シニアで遊撃手としてプレーした。
地元の常葉学園菊川高等学校に進学。2年春の第85回選抜高校野球大会の初戦で、栗原陵矢擁する春江工業高校戦でセンターバックスクリーンに本塁打を放ち、続く2年夏の第95回全国高校野球選手権大会の有田工業高校戦で、古川侑利から本塁打を放ち注目を集めた。3年時は、甲子園出場を果たせなかった。
2014年10月23日、ドラフト会議で広島東洋カープから5位指名を受け、11月7日に契約金3500万円、年俸500万円で仮契約を結んだ。背番号は45。

### 広島時代

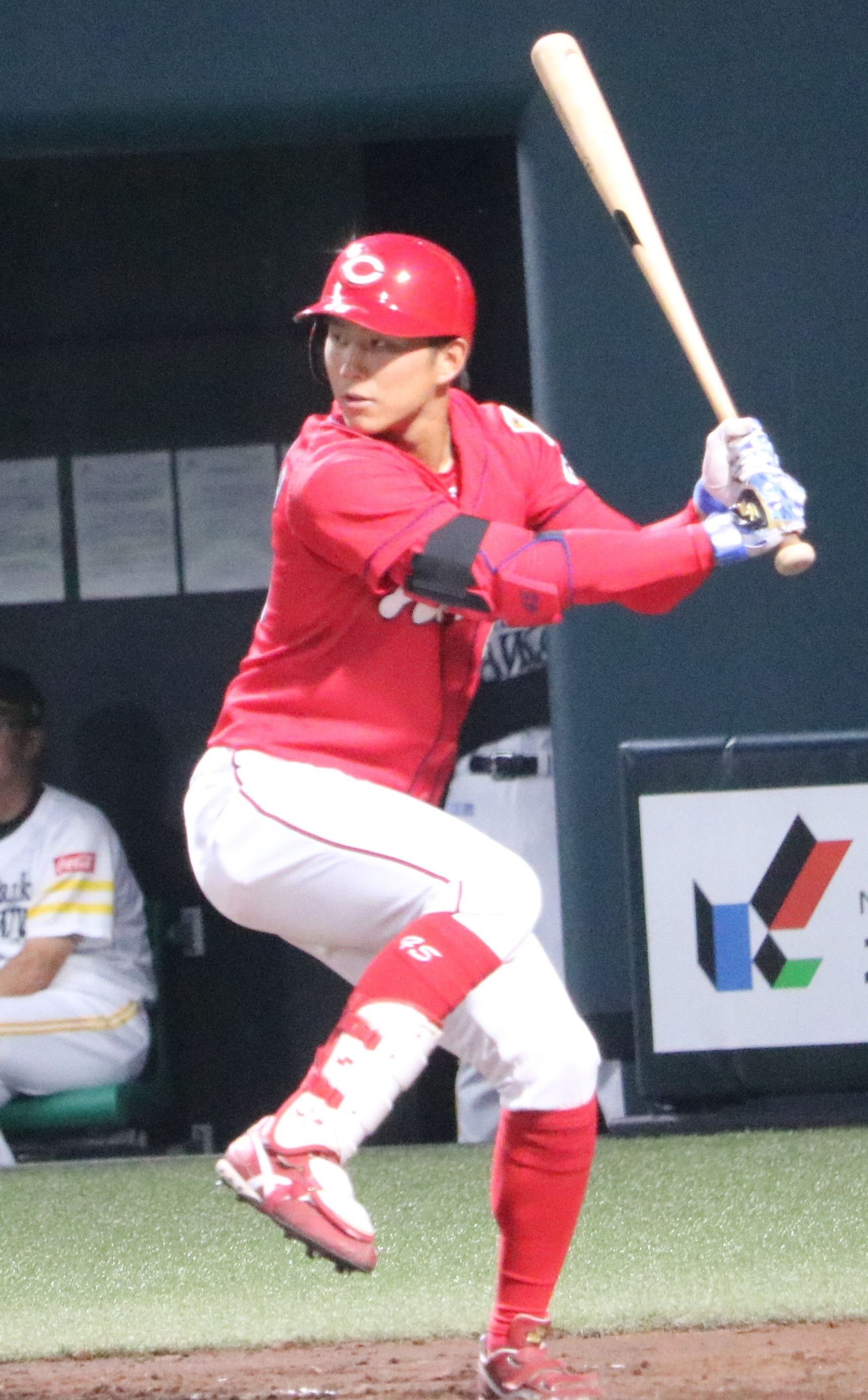
打席での桒原
2017年7月28日 ウエスタン・リーグにて

2015年から2019年は、田中広輔や菊池涼介など同ポジションに絶対的なレギュラーが居たことから、一軍での出場機会に恵まれなかった。
2020年は、ウエスタン・リーグで打率.333と好調をキープし、6年目にして初の一軍昇格。9月5日に行われた対横浜DeNAベイスターズ戦でプロ初出場を果たした。
2021年は、一軍出場がないまま、11月3日に戦力外通告を受け、現役引退を表明した。この年に一軍で台頭した小園海斗や林晃汰が2年前に入団して二軍でともにプレーしたときから「こいつらに勝てないと思った」と言い、「今年が始まるときから最後だと思ってやってきた」と話した。現役引退後は球団職員として球団に残り、球団主催の野球教室の指導などにあたる。

## 選手としての特徴
俊足とパンチ力が魅力の内野手。

## 詳細情報

### 年度別打撃成績
| 年 度     | 球 団     | 試 合 | 打 席 | 打 数 | 得 点 | 安 打 | 二 塁 打 | 三 塁 打 | 本 塁 打 | 塁 打 | 打 点 | 盗 塁 | 盗 塁 死 | 犠 打 | 犠 飛 | 四 球 | 敬 遠 | 死 球 | 三 振 | 併 殺 打 | 打 率 | 出 塁 率 | 長 打 率 | O P S |
| --------- | --------- | ----- | ----- | ----- | ----- | ----- | -------- | -------- | -------- | ----- | ----- | ----- | -------- | ----- | ----- | ----- | ----- | ----- | ----- | -------- | ----- | -------- | -------- | ----- |
| 2020      | 広島      | 3     | 3     | 3     | 0     | 0     | 0        | 0        | 0        | 0     | 0     | 0     | 0        | 0     | 0     | 0     | 0     | 0     | 0     | 0        | .000  | .000     | .000     | .000  |
| 通算：1年 | 通算：1年 | 3     | 3     | 3     | 0     | 0     | 0        | 0        | 0        | 0     | 0     | 0     | 0        | 0     | 0     | 0     | 0     | 0     | 0     | 0        | .000  | .000     | .000     | .000  |

### 年度別守備成績
| 年 度 | 球 団 | 二塁  | 二塁  | 二塁  | 二塁  | 二塁  | 二塁     |
| 年 度 | 球 団 | 試 合 | 刺 殺 | 補 殺 | 失 策 | 併 殺 | 守 備 率 |
| ----- | ----- | ----- | ----- | ----- | ----- | ----- | -------- |
| 2020  | 広島  | 1     | 0     | 0     | 1     | 0     | .000     |
| 通算  | 通算  | 1     | 0     | 0     | 1     | 0     | .000     |

### 記録
初記録
- 初出場：2020年9月5日、対横浜DeNAベイスターズ16回戦（MAZDA Zoom-Zoomスタジアム広島）、7回表に菊池涼介に代わり二塁手で出場
- 初打席：同上、8回裏に大貫晋一から三飛

### 背番号
- 45（2015年 - 2021年）

### 登場曲
- 「名もなき詩」Mr.Children（2020年）